# Psyra spurcataria
Psyra spurcataria là một loài bướm đêm trong họ Geometridae.

## Hình ảnh

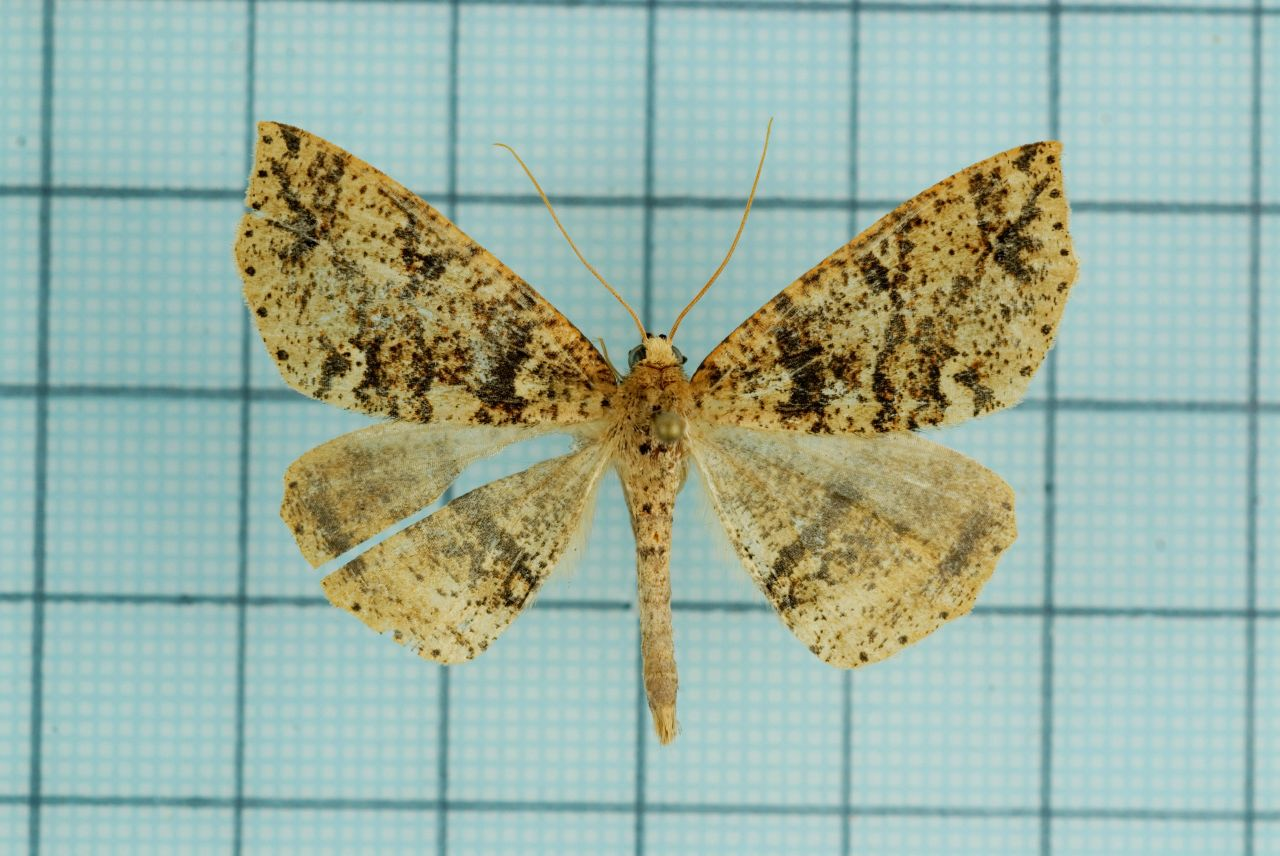
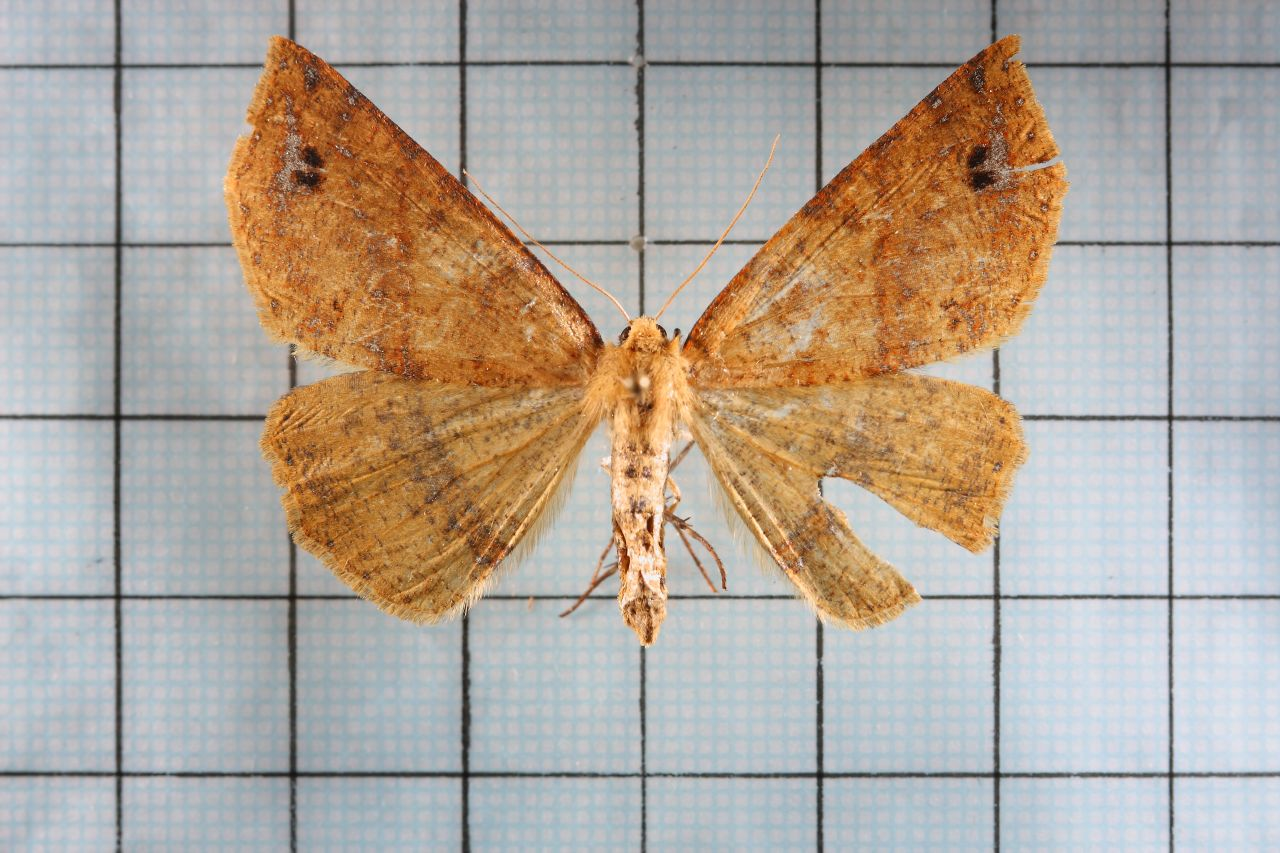
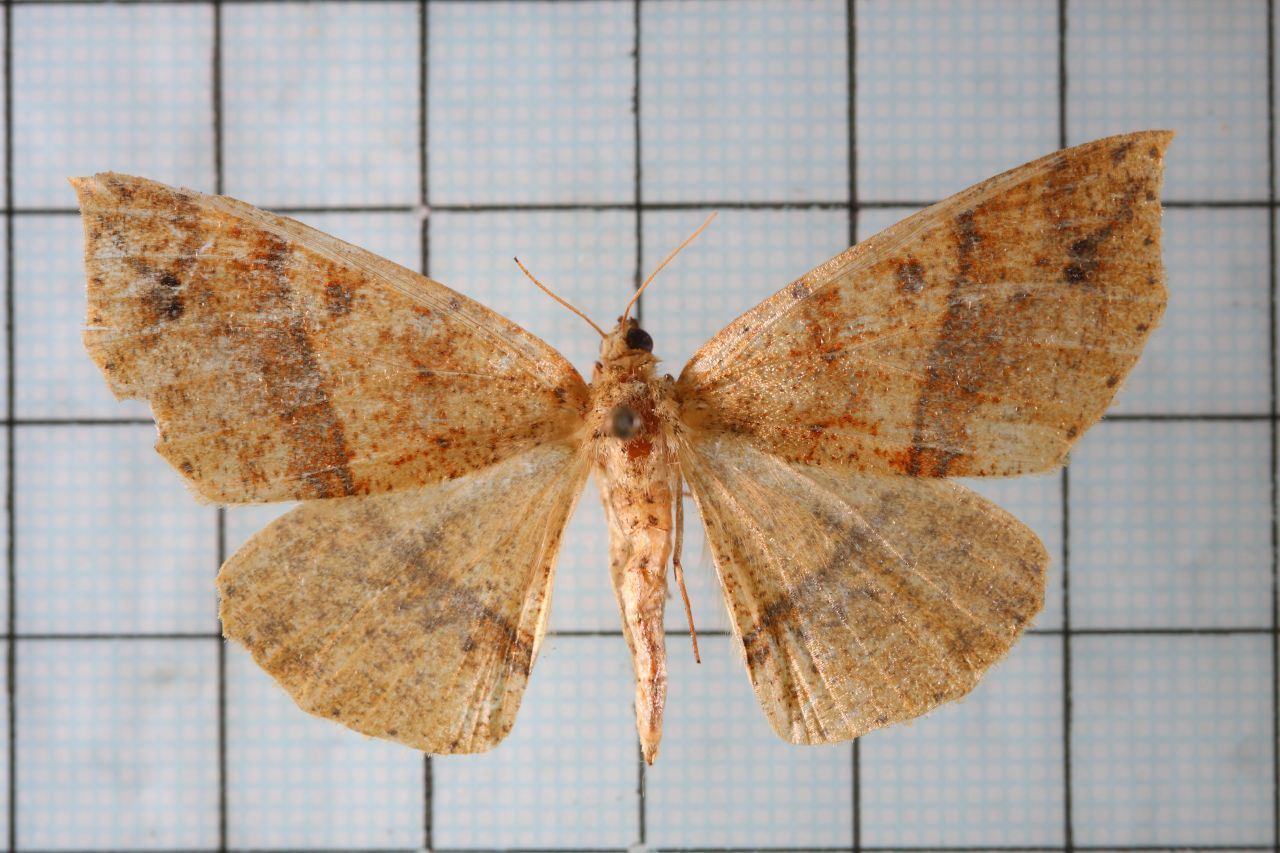
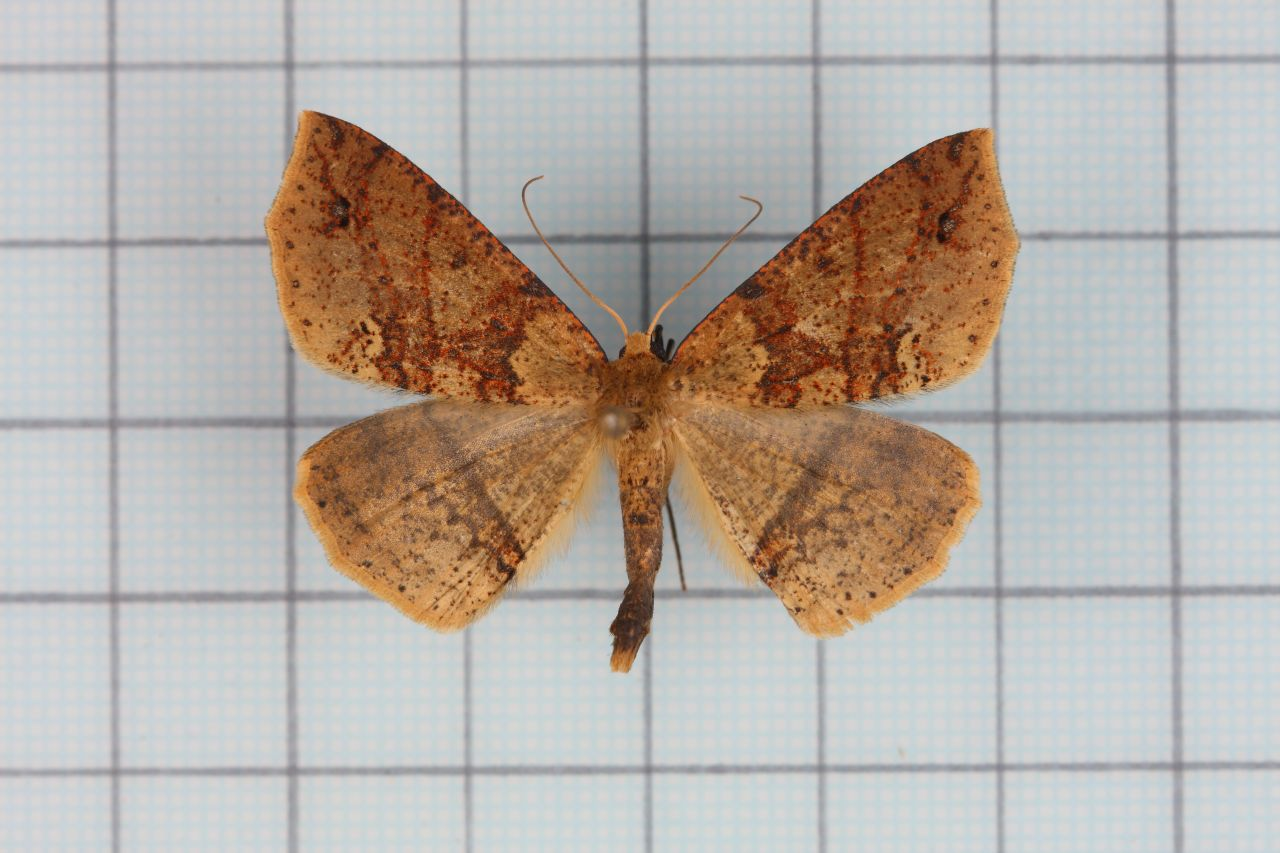